# Masterchef Danmark Allstars
Masterchef Danmark Allstars er et dansk tv-program med de bedste af de tidligere deltagere fra Masterchef Danmark. Programmet er lavet til TV3. De 27 deltagere fra de tre tidligere sæsoner blev udvalgt af dommerne Henrik Boserup, Jakob Mielcke og Thomas Castberg.
Vinderen blev den tidligere vinder fra første sæson Timm Vladimir. Rune RK kom på andenpladsen og Søs Egelind på tredjepladsen.

## Deltagere
- Grevinde Cath Danneskiold-Samsøe
- Rune RK (2. plads)
- Gitte Nielsen
- Bill Holmberg
- Ole Stephensen
- Jonas Schmidt
- Julie Berthelsen
- Naser Khader
- Master Fatman (Morten Lindberg)
- Therese Glahn
- Thomas Madvig
- Mia Lyhne
- Dennis Knudsen
- Søren Fauli
- Le Gammeltoft
- Kristian Humaidan (UFO)
- Mascha Vang
- Mads Larsen
- Jens Blauenfeldt
- Alexander Kølpin
- Thomas Evers Poulsen
- Inez Gavilanes
- Farshad Kholgi
- Heidi Albertsen

Der var også de tre tidligere vinder (Timm Vladimir, Søs Egelind og Jim Lyngvild), der blev sendt direkte ind i semifinalen. 
| Fjernsyn | Spire Denne artikel om et tv-program er en spire som bør udbygges. Du er velkommen til at hjælpe Wikipedia ved at udvide den. |